# Wolfgang Thauer
Wolfgang Thauer (* 30. Juli 1911 in Frankfurt am Main; † 25. Dezember 1987 in Stuttgart) war ein deutscher Bibliothekar, Bibliotheksrat, Büchereidirektor, Bibliothekshistoriker und Lehrbeauftragter in Stuttgart.

## Leben
Wolfgang Thauer studierte nach der Reifeprüfung in Frankfurt am Main zunächst an der dortigen Universität Geschichte und Literaturgeschichte, insbesondere Deutsche Theatergeschichte, ließ sich dort jedoch für den Dienst an Volksbibliotheken ausbilden (Fachprüfung 1932). Der Diplom-Bibliothekar arbeitete unter anderem in Berlin. Nach einer vorübergehenden Tätigkeit als Dramaturgie- und Regieassistent bei den Städtischen Bühnen in Frankfurt wurde er 1941 stellvertretender Direktor der Städtischen Volksbücherei in Frankfurt/M. Nach dem Zweiten Weltkrieg arbeitete er zunächst im Kommissionsbuchhandel und an einem Pressearchiv, wechselte dann jedoch an die Volksbücherei Wiesbaden. Von 1951 bis 1958 leitete er die Stadtbücherei Offenbach und wurde schließlich 1958 Direktor der Stadtbücherei Stuttgart, die er bis zu seinem Eintritt in den Ruhestand 1976 leitete. In seine Amtszeit fiel die Einrichtung des während des Zweiten Weltkriegs teilweise zerstörten Wilhelmspalais als Stadtbibliothek und die Neuorganisation des öffentlichen Bibliothekswesens in der Landeshauptstadt. Wolfgang Thauer war Unitarier und Rotarier.
Seit 1960 lehrte er außerdem an der Süddeutschen Büchereischule in Stuttgart, aus der später die Fachhochschule für Bibliothekswesen wurde. Ihren langjährigen Lehrbeauftragten ernannte sie 1979 zum Honorarprofessor. 
Neben verschiedenen weiteren beruflichen Aktivitäten sei u. a. die Funktion des Vorsitzenden des Vereins Deutscher Volksbibliothekare von 1958 bis 1964 erwähnt, die Herausgebertätigkeit für die Zeitschrift Buch und Bibliothek und die Veröffentlichung von Arbeiten zur Geschichte des öffentlichen Bibliothekswesens.

## Schriften (Auswahl)
- Die Bücherhallenbewegung (= Beiträge zum Büchereiwesen, Reihe B, Bd. 4). Harrassowitz, Wiesbaden 1970, ISBN 3-447-01285-4.
- Bibliotheksplanung in Baden-Württemberg. In: Öffentliche Bibliotheken in Baden-Württemberg, Bd. 1 (1973), S. 37–44.
- Die großstädtische Zentralbibliothek am Beispiel der Stadtbücherei Stuttgart. In: Öffentliche Bibliotheken in Baden-Württemberg, Bd. 1 (1973), S. 90–100.
- Stand und Gegenwartsprobleme der bibliothekarischen Ausbildung im Bereich der Öffentlichen Bibliotheken. In: Paul Kaegbein (Hrsg.): Bibliothekarische Kooperation. Aspekte und Möglichkeiten (= Zeitschrift für Bibliothekswesen und Bibliographie, Sonderhefte, Bd. 18). Klostermann, Frankfurt/M. 1974, S. 89–99.
- (Hrsg.): Politik der Bücherei. Paul Ladewig und die jüngere Bücherhallenbewegung (= Beiträge zum Büchereiwesen, Reihe B, Bd. 5). Harrassowitz, Wiesbaden 1975, ISBN 3-447-01649-3.
- Deutsche Romane und Novellen der Gegenwart (= Reclams Romanführer, Bd. 2). 6. Aufl. Reclam, Stuttgart 1981, ISBN 3-15-008862-3.
- Die Bücherhalle als „Bildungsbibliothek für alle Stände“. Programm und volksbibliothekarische Wirklichkeit. In: Gerhard Liebers (Hrsg.): Bibliotheken im gesellschaftlichen und kulturellen Wandel des 19. Jahrhunderts (= Wolfenbütteler Schriften zur Geschichte des Buchwesens, Bd. 8). Hauswedell, Hamburg 1982, S. 137–155, ISBN 3-7762-0219-X.
- Zur Ausbildungsdiskussion der Sechziger Jahre. In: Peter Vodosek (Hrsg.): Bibliothekswissenschaft, Musikbibliothek, soziale Bibliotheksarbeit. Hermann Waßner zum 60. Geburtstag. Harrassowitz, Wiesbaden 1982, S. 32–39, ISBN 3-447-02258-2.
- (Hrsg.): Die öffentliche Bücherei der Weimarer Zeit. Quellen und Texte (= Buchwissenschaftliche Beiträge aus dem Deutschen Bucharchiv München, Bd. 10). Harrassowitz, Wiesbaden 1984, ISBN 3-447-02486-0.
- Staat und Öffentliche Bibliothek in der Weimarer Republik. In: Paul Kaegbein (Hrsg.): Staatliche Initiative und Bibliotheksentwicklung seit der Aufklärung (= Wolfenbütteler Schriften zur Geschichte des Buchwesens, Bd. 12). Harrassowitz, Wiesbaden 1985, S. 57–78, ISBN 3-447-02589-1.
- (mit Peter Vodosek): Geschichte der öffentlichen Bücherei in Deutschland. 2. Aufl. Harrassowitz, Wiesbaden 1990, ISBN 3-447-02974-9.

Festschrift
- Fachhochschule für Bibliothekswesen Stuttgart (Hrsg.): Bibliothekarische Arbeit zwischen Theorie und Praxis. Beiträge zum bibliothekarischen Fachwissen und Berichte über bibliothekarische Aktivitäten; [Festgabe für Wolfgang Thauer]. Stuttgart 1976